# Sauldorf
Sauldorf è un comune tedesco di 2 580 abitanti,, situato nel land del Baden-Württemberg.